# Liang Kai

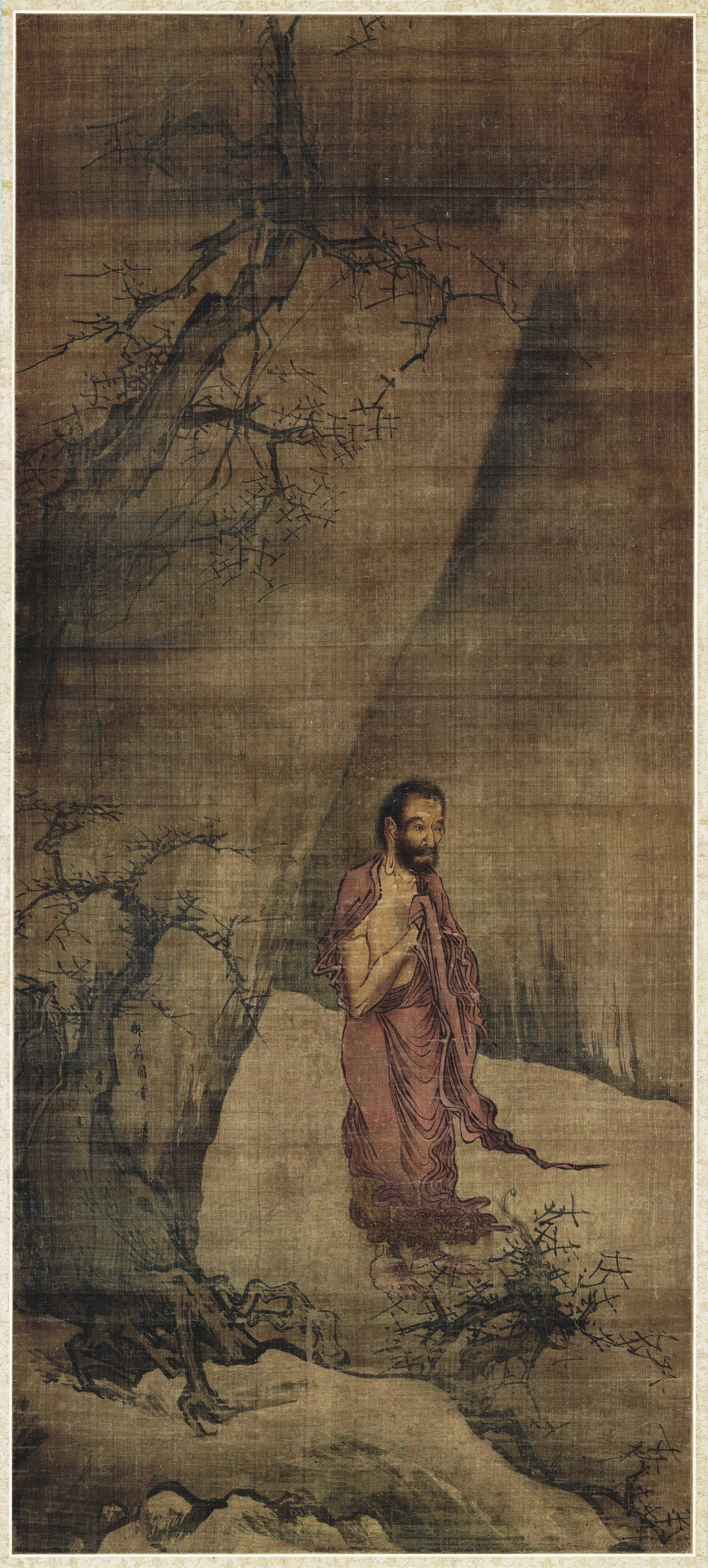
Shakyamuni emergint de les muntanyes, segle XIII, Museu Nacional de Tokio.

Liang Kai (xinès : 梁楷; pinyin: Liáng Kǎi) fou un pintor xinès que va viure durant la dinastia Song del Sud; nascut cap al 1140 a Dongping, província de Shandong i va morir vers el 1210; Va residir a Lin'an, actualment Hangzhou. Fou pintor de la cort però va renunciar per a dedicar-se plenament al budisme chan cercant la il·luminació i practicant la meditació.
Pintor de paisatges i figures, aquest artista va tenir com a mestre Jia Shigu. Va desenvolupar la denominada tècnica “Xie Yi”(de vegades traduït com “estil d'esbós”) caracteritzat per un mínim de detalls. Existeixen alguns dubtes sobre l'autoria de diverses obres atribuïdes a Liang Kai, entre les quals figuren el retrat del poeta Li Bai, el “Borratxo celestial”, “El Sisè Patriarca tallant bambú” i la sèrie coneguda com els “Vuit Monjos Eminents” (d'un to més acadèmic).

## Relacions i Influències
La pintura, en la cultura xinesa, és considerada una de les arts supremes per excel·lència. Dintre de les creences i el pensament xinès, la pintura és un mitjà que expressa el misteri de la vida en si, la pintura és una tècnica sagrada i que té com a punt de partida les idees filosòfiques sobre la relació entre l'ésser humà i l’univers.
La dinastia Song, en l'àmbit cultural va adquirir una culminació dintre de les arts tan comparables com el de la dinastia Tang. Amb la família imperial Song, s'inicia l’edat d’or de la pintura xinesa i s'inaugura l’Acadèmia de Pintura.
En l’últim període de la dinastia Song del Sud, destaquem la figura de Liang Kai, d’aquí que la  seva pintura està influenciada per certes tècniques pictòriques desenvolupades durant aquest període dinàstic, com els punts difuminats i la importància d’expressar les emocions dels personatges en les escenes. Veiem com durant la dinastia Song es perfeccionen temàtiques pictòriques com les representacions paisatgístiques, la pintura de flors i d’aus, tots, temes tractats en la pintura de Kai.
La figura de Liang Kai, va estar fortament influenciada per les pràctiques espirituals del budisme Chan. Tot i que, aquesta pràctica religiosa ja havia madurat al llarg de la dinastia Tang, no va ser fins al període Song que el budisme Chan acabà prenent la seva forma definitiva.
La dinastia Song (960 - 1279 dC), va néixer després de la caiguda de la dinastia Tang, un moment en què la Xina va tornar a estar dividida en regnes. El fundador de la dinastia Song va ser en Zhao Kuangyin, va ser un comandant militar i molt propens a un emperador dels regnes que hi havia a la Xina, l’emperador va morir i el seu fill de sis anys va pujar el tron. Zhao Kuangy va decidir donar un cop d’estat. Va deixar la capital amb els seus seguidors per lluitar amb els enemics del nord, però fora de les muralles de la ciutat els seus partidaris li van oferir el títol d’emperador, que ell no va rebutjar. El petit emperador que es troba dins la ciutat va ser obligat a abdicar, i va pujar el tron en Zhao Kuangyin. Ell, acompanyat del seu germà governaran una dinastia que durarà més de tres-cents anys. La dinastia Song ha tingut un total de divuit emperadors, se la coneix com una dinastia amb prosperitat econòmica, un sistema d’examen de servei civil i una educació per l’elit amb estudis funcionaris.
A mesura que el seu poder va anar creixent, van formar estats i van aconseguir conquistar gran part del territori del nord de la Xina, per aconseguir la pau obligaven els xinesos a pagar amb seda i plata. Durant la dinastia Song, Xina va patir una verdadera revolució econòmica.  Les millores amb l’agricultura i la indústria, amb una població més densa, va estimular la comercialització de la economía. Amb una població densa i una economia sofisticada va portar a la urbanització, és una època en què la Xina comptava amb una gran quantitat de ciutats amb més de cinquanta mil persones, i capitals. Ens podem fixar que els pergamins de la dinastia Song ens mostres multituds de persones pels carrers, plens de botigues i cases.
Durant la dinastia Song, l'emperador va ordenar que els joves estudiassin per poder ajudar en el govern, això va proporcionar que per tenir èxit, un jove havia de memoritzar densos textos clàssics des que era un nen i continuar els seus estudis. Només les famílies adinerades es podien permetre el luxe de tindre tal educació.
Tot hi així aquesta idea, va inspirar a moltes famílies per tractar l'alfabetització, va provocar un renaixement literari durant la dinastia Song. Com a part d'aquest renaixement, els estudiants van buscar revitalitzar el confucianisme. El moviment filosòfic que van iniciar es coneix com a Neoconfucianisme. Mentre que el confucianisme dona forma al comportament personal i els costums socials, les explicacions budistes, la naturalesa humana. Els neoconfuncians va respondre aquest repte proporcionant una base metafísica per la moral i el govern. Zhu Xi (1130 - 1200) va ser el filòsof més important de la història imperial de la Xina.
Cal comentar, que durant la dinastia Song, la impressió de tipus mòbil va començar a ser àmpliament utilitzada, que va comportar un augment en l'alfabetització i una major exposició a les noves idees. Els caràcters xinesos van ser tallats en blocs de fusta, els quals es submergeixen en tinta i imprimien el paper. Els llibres que realitzaven tenien un gran repertori de temàtiques, especialment els clàssics i història, que van ajudar a la nova educació.
Segons els historiadors, el budisme Zen, també conegut com a chan, és el que se li dona a una variant del budisme mahayana, originari de l’Índia. Aquesta doctrina filosòfica va ser practicada primer a la Xina i gradualment es va anar difonent a altres zones asiàtiques com el Japó. Els ensenyaments zen van ser difosos al Japó des de la dinastia Tang, en el període Nara, per un monjo xinès anomenat Daouxuan (702-760). A través de la seva propagació des de la Xina, aquesta branca espiritual i filosòfica del budisme chan, va patir poques modificacions, tot i rebre una clara influència de les diferents zones culturals que el rebien. Cal remarcar que la formació de l’escola Chan a la Xina va ser un pas gradual i que segles posteriors s'acabaria propagant per Corea i el Japó, on a través de la influència del xintoisme s'acabaria creant l’escola zen.
Al segle I, arriba a la Xina les primeres doctrines del budisme mahayana, això va fer que les primeres pràctiques budistes fossin una traducció dels textos hindús i un estudi d’aquestes creences que provenien de l’Índia. Successivament, comença un procés d’assimilació del budisme, en el substrat de la cultura xinesa, i començaran a sorgir les diverses escoles com l’escola chan, l’evolució del budisme zen, parteix de l'assimilació i evolució de les doctrines del budisme mahayana. La base del budisme zen, agafa una forma ben definida durant la dinastia Tang, així ja amb la dinastia Song, veiem com aquesta doctrina espiritual té molt de poder i està ben acollida en la societat.
L’assumpció fonamental de la pràctica Chan és que l’univers físic, és una il·lusió, una pròpia construcció mental. La mateixa paraula chan significa “pensar en solitud”, les ensenyances que propaga són eines que ajuden el deixeble a trobar la seva pròpia naturalesa, que vindria a ser, la realitat suprema. En l'experiència de la creativitat, aquest tipus de coneixement doctrinal, s'expressa a través de la idea del “buit”, transforma la idea del “jo” humà i la comprensió de la mateixa realitat. Això portarà a la creació pictòrica d’atmosferes amb un mínim de detall, el desenvolupament de l’estil Xie Yi, està associat amb certs aspectes de l’escola budista chan, veiem un estil espontani i que ens dona una certa impressió d’obra inacabada.
Durant la dinastia Song, la pintura paisatgística va experimentar importants avenços, els artistes va retratar vívidament les muntanyes, rierols, etc. Els paisatges captaven les emocions dels artistes, reflectint una profunda connexió amb la naturalesa.
La pintura és d’estil Shan Shui, “Shan” significa muntanya, “Shui” significa riu, es va fer popular durant la dinastia Song. Els pics de les muntanyes s'eleven fins als núvols, mentre que els rius corren des de lluny fins al primer pla. El èmfasis en la pintura de la dinastia Song es va fonamentar en la filosofia Xina, el taoisme destaca que els humans no són més que petites motes entre el major cosmos.  La pintura de retrat i objectes vistos des de prop, com ara ocells o una branca d’un arbre, eren tinguts en gran estima pels xinesos.
Els artistes de l’època dominaven les escenes realistes en primer pla i grans espais oberts en el fons.
El període Song del nord (960-1127 dC) es va caracteritzar per paisatges amplis, influenciats per les idees polítiques de posar ordre a grans qüestions socials, per això les seves pintures representen llocs amplis i grans.
En canvi, en el període Song del sud (1127-1279 dC) estaven més interessats a reformar la societat de baix cap a dalt, amb una escala menor, això es veu reflectit en les escenes més petites i íntimes, mentre que els fons manquen de detalls. A la cort imperial estava ple de pintors, cal·lígrafs, poetes i narradors de contes.
L’estil de la pinzellada Xie Yi, també coneguda com a “pinzellada lliure”, és una de les tècniques més antigues i bàsiques utilitzades en la cultura xinesa. Aquesta manera de pintar es caracteritza pel traç de la pinzellada que s'assimila a la cal·ligrafia.
Xie Yi, es basa en el traç lliure i espontani de l’artista, aquesta pintura intenta captar l’esperit de cada cosa que està representant i expressar a través de les línies els sentiments i emocions. En comparació amb una altra tècnica molt emprada en la pintura xinesa, Gong Bi, veiem com aquesta és d’estil més decoratiu i lineal, veiem unes pinzellades molt més fines i detallades, no tant de traç lliure com en la tècnica Xie Yi. La tècnica Gong Bi busca fer una representació més realista i exacta de la naturalesa, en canvi, l’estil Xie Yi, tot i ser una pintura naturalista es basa sobretot en la filosofia chan, el respecte cap a la natura i posa èmfasis en la part més sensible o emocional de la vida. La cultura xinesa ha tingut un llenguatge propi en la combinació harmònica entre la pintura i la cal·ligrafia. En el procés de la creació de pintures, els artistes solien aplicar un traçat cal·ligràfic en les formes que estaven representant, això dotava d'una força expressiva a les línies pictòriques per poder expressar els sentiments.
|  |
|  |

|  |